# Campionato Internazionale 1908-1909
La stagione 1908-1909 è stato il primo Campionato Internazionale, nonché il primo campionato svizzero di hockey su ghiaccio ufficiale, e ha visto campione l'Hockey Club Bellerive Vevey.

## Classifica finale
| Posizione | Squadra         | G | V | N | P | Punti | Osservazioni      |
| --------- | --------------- | - | - | - | - | ----- | ----------------- |
| 1.        | Bellerive Vevey | 7 | 7 | 0 | 0 | 14    | Campione Svizzero |
| 2.        | La Villa Ouchy  | 7 | 5 | 2 | 0 | 10    |                   |
| 3.        | CP Lausanne     | 5 | 3 | 1 | 1 | 7     |                   |
| 4.        | Les Avants      | 7 | 2 | 1 | 4 | 5     |                   |
| 5.        | Ginevra         | 5 | 2 | 0 | 3 | 4     |                   |
| 6.        | Caux            | 3 | 1 | 0 | 2 | 2     |                   |
| 7.        | SC Leysin       | 3 | 0 | 1 | 2 | 1     |                   |
| 8.        | Villars         | 5 | 0 | 0 | 5 | 0     |                   |

### Risultati
| 20 febbraio 1909 | Bellerive Vevey | 16 – 0 referto | SC Leysin |  |

| 20 febbraio 1909 | Bellerive Vevey | 7 – 2 referto | CP Lausanne |  |

| 20 febbraio 1909 | CP Lausanne | 10 – 2 referto | SC Leysin |  |

## Verdetti
| Campionato Internazionale 1908-1909 | Campionato Internazionale 1908-1909 |
| ----------------------------------- | ----------------------------------- |
| Campionato Nazionale                | Bellerive Vevey                     |